# Robert Berry
Robert Berry (San José, 1950) es un guitarrista, cantante y productor estadounidense, reconocido por su trabajo con las bandas 3 (con Keith Emerson y Carl Palmer), Hush, Ambrosia, Los Tres Gusanos y The Greg Kihn Band.

## Carrera
Berry logró reconocimiento en 1988 cuando se asoció con Keith Emerson y Carl Palmer (de Emerson, Lake & Palmer) y formó la banda 3. Su único álbum, To the Power of Three, fue muy criticado por los fanáticos del rock progresivo por su sonido radiofónico y pulido y lo compararon negativamente con la obra de Emerson y Palmer. 3 se disolvió en 1989 después de una gira de apoyo al álbum. El primer sencillo, "Talkin' Bout", (escrito por Berry) alcanzó el número 9 en la lista Billboard Mainstream Rock Tracks.
Desde la disolución de 3, Berry ha participado en varios proyectos, incluyendo Tales from Yesterday, un álbum tributo a Yes, además de integrar agrupaciones como Hush, Ambrosia, Los Tres Gusanos, December People y The Greg Kihn Band.

## Discografía

### Solista
- Back to Back (1985)
- Pilgrimage to a Point (1992)
- In These Eyes (1994)
- Takin' it Back (1995)
- A Soundtrack for the Wheel of Time (1999)
- The Dividing Line (2008)

### Hush
- Hush (1978)
- 79 (1979)
- Hot Tonight (1982)

### 3
- To the Power of Three (1988)
- Live Boston '88 (2015)
- Live - Rockin' The Ritz (2017)

### December People
- Sounds like Christmas (2000)
- Rattle and Humbug (2001)
- DP3 (2005)
- Classic Rock Christmas (2009)
- St. Nicks Picks (2017)

### Alliance
- Alliance (1997)
- Missing Piece (1999)
- Destination Known (2007)
- Road to Heaven (2009)

### All 41
- The World's Best Hope (2017)

### 3.2
- The Rules Have Changed (2018)
- Third Impression (2021)